# Jelena Jewgenjewna Alexejewa
Jelena Jewgenjewna Alexejewa (russisch Елена Евгеньевна Алексеева; * 14. Juli 1990) ist eine ehemalige russische Naturbahnrodlerin. Sie startete bei internationalen Juniorenmeisterschaften und nahm in der Saison 2009/2010 an zwei Weltcuprennen teil.

## Karriere
Alexejewas erster internationaler Wettkampf war die Junioreneuropameisterschaft 2007 in St. Sebastian, wo sie unter 19 Rodlerinnen den 15. Platz belegte. Zwei Jahre später erzielte sie bei der Junioreneuropameisterschaft 2009 in Longiarü den zwölften Rang. In der Saison 2009/2010 nahm Alexejewa zum einzigen Mal an zwei Weltcuprennen teil. Sie belegte beim Saisonauftakt in Nowouralsk den zehnten Platz und im vierten Saisonrennen in Latsch den 16. Rang, womit sie im Gesamtweltcup auf Platz 17 kam. Danach bestritt sie keine internationalen Wettkämpfe mehr.

## Erfolge

### Junioreneuropameisterschaften
- St. Sebastian 2007: 15. Einsitzer
- Longiarü 2009: 12. Einsitzer

### Weltcup
- Eine Platzierung unter den besten zehn